# Черепашки-ніндзя (фільм, 1990)
«Черепашки-ніндзя» (англ. Teenage Mutant Ninja Turtles) — перша кінострічка в серії фільмів про черепашок-ніндзя. Дата виходу в США 30 березня 1990 року. Зібравши в прокаті понад 200 млн.  доларів США, став на той момент найбільш комерційно успішним незалежним фільмом за всю історію.

## Сюжет
У 1990 році, розслідуючи хвилю злочинів, що тероризує Нью-Йорк, тележурналістка Ейпріл О'Ніл зазнає нападу злодіїв, але її врятовує невидима група захисників. Рятівники Ейпріл, черепашки-ніндзя - Мікеланджело, Донателло, Рафаель і Леонардо - повертаються до свого прихованого лігва в каналізації, де їхній прийомний батько - мутант-сенсей на ім'я Сплінтер, радить їм продовжувати практикувати мистецтво ніндзюцу. Вийшовши на поверхню, Раф вступає в сутичку з колегою-месником Кейсі Джонсом і отримує поради від Сплінгера.
Чарльз Пеннінгтон - бос Ейпріл на 3-му каналі новин, намагається контролювати свого сина-правопорушника Денні, якого разом з іншими підлітками завербували, щоб допомогти таємничому клану ніндзя «Фут» (П'ята) у їхній хвилі крадіжок. Ейпріл підозрює, що саме «Фут» відповідальні за ці злочини, чим викликає гнів шефа поліції Стернса, а Шреддер, лідер «Фут», посилає за Ейпріл своїх солдатів. Раф перемагає їх і приносить непритомну Ейпріл до лігва черепах, а за нею, не підозрюючи про це, йде солдат П'яти. Сплінтер пояснює Ейпріл, що він і черепахи були мутовані на розумних, антропоморфних істот за допомогою таємничої хімічної речовини. Проводжаючи Ейпріл додому і зблизившись через любов до піци, черепахи виявляють, що їхнє лігво розграбоване, а Сплінтер викрадений, і повертаються до квартири Ейпріл.
Денні заарештовують, і Стернз використовує це для тиску на Чарльза, який переконує Ейпріл відмовитися від розслідування. Побачивши черепах, які ховаються в квартирі Ейпріл, Денні повідомляє Шреддеру про схованку клану «Фут», де утримують Сплінтера. Раф сперечається з Лео за лідерство, але потрапляє в засідку, де його б'ють до втрати свідомості. Черепахи разом з Кейсі відбиваються від ніндзь «П'яти» і тікають з палаючої будівлі разом з Ейпріл, яку Чарльз звільняє в телефонному повідомленні. Денні шукає поради у полоненого Сплінтера і тікає від клану «Фут». Черепахи повертаються на сімейну ферму Ейпріл, де вона зближується з Кейсі, а Раф одужує. Лео отримує видіння Сплінтера та збирає інших черепах, щоб зв'язатися з ним через астральну проекцію. Сплінтер дає свій останній урок, надихаючи черепах повернутися до міста.
Черепахи знаходять Денні Пеннінгтона, який ховається у їхньому лігві, і Кейсі йде за ним до схованки клану «Фут». Сплінтер розповідає Денні, що, будучи звичайною домашньою твариною в Японії, він навчився ніндзюцу, спостерігаючи за своїм господарем - ніндзею Хамато Йоші. Щоб уникнути конфлікту зі своїм суперником - Ороку Сакі, через кохання жінки - Тан Шен. Йоші втік разом із Шен до Нью-Йорка, де їх вбиває мстивий Сакі. Сплінтер припускає, що Сакі пов'язаний з кланом «Фут», а Шреддер знаходить Денні і розуміє, що черепахи повернулися, і наказує вбити Сплінтера. Кейсі та Денні звільняють Сплінгера і перемагають лейтенанта Шреддера - Тацу, а потім переконують решту членів клану, що Шреддер ними маніпулював.
Черепахи виганяють голову клану зі свого лігва на вулицю, де на даху той зустрічаються зі списоносцем Шреддером. Після запеклої сутички Шреддер заявляє, що Сплінтер мертвий, перемагає розлюченого Лео і роззброює черепах. Перш ніж Шреддер встигає вбити Лео, з'являється Сплінтер і впізнає в ньому Ороку Сакі, який, у свою чергу, впізнає у Сплінтері домашнього щура Йоші. Шреддер атакує Сплінгера, але той перехоплює його спис нунчаком Майкі, залишаючи Шреддера висіти над краєм даху. Шреддер робить останню спробу вбити Сплінгера кидком танто, але Сплінтер скидає його у сміттєвіз, що стоїть внизу. Кейсі «випадково» активує ущільнювач вантажівки, розчавлюючи Шреддера.
Поліція прибуває, щоб заарештувати піхотинців, а один з підлітків вказує їм на схованку, повну крадених речей. Знімальна група 3-го каналу приїжджає, щоб висвітлити цю історію, і Денні возз'єднується з Чарльзом, який повертає Ейпріл її роботу з пільгами. Ейпріл і Кейсі цілуються, а черепахи святкують перемогу зі Сплінтером.

## У ролях
- Девід Форман[en] — Леонардо
- Лейф Тілден[en] — Донателло
- Джош Паїс[en] — Рафаель
- Мікелан Сісті[en] — Мікеланджело
- Джудіт Гоаґ — телеведуча Ейпріл О'Ніл
- Еліас Котеас[en] — нічний месник Кейсі Джонс
- Кевін Клеш[en] — майстер Сплінтер
- Майкл Терні — підліток-злодій Денні Пеннінгтон
- Тошішіро Обата — поплічник Шреддера майстер Тацуо
- Джеймс Саїто[en] — Ороку Сакі / Шредер
- Скіт Ульріх — роль у масовці

## Критика

### Цікаві факти
- Спочатку фільм хотіли зняти повністю за мотивами мультсеріалу 1987—1996 років.
- У всіх фільмах, крім четвертого («TMNT: Черепашки-ніндзя», 2007 рік), відсутня комп'ютерна анімація. Самі черепашки виконані акторами в костюмах з аніматронними масками. Однак дитяча аудиторія з радістю прийняла такий сімейний фільм.
- У ролі головного з підлітків, які перебувають в армії Шреддера, зіграв Сем Роквелл.